# Jean Guimberteau
Jean Guimberteau, né à Angoulême le 2 septembre 1744, mort dans la même ville le 8 mai 1812, est un magistrat et un homme politique français. Il est député à l'Assemblée nationale législative et à la Convention, représentant en mission, puis membre du Conseil des Cinq-Cents.

## Biographie
Avocat, il est élu juge au tribunal du district d'Angoulême puis, le 6 septembre 1791 député de la Charente à la Législative, le 8e sur 9 avec 156 voix sur 336 votants. Le 4 septembre 1792, ce département le réélit à la Convention nationale, le 2e sur 9 avec 416 voix sur 535 votants. Siégeant sur les bancs de la Montagne, il vote la mort lors du procès de Louis XVI.
Représentant en mission, il est envoyé en Charente et en Charente-Inférieure avec Bernard de Saintes par décret du 9 mars 1793 afin de surveiller l'exécution de la loi de levée des 300 000 hommes. Il se trouve à Orléans quand, le 16 mars 1793, Léonard Bourdon est malmené lors d'une rixe. Rappelé par décret du 30 avril 1793, il demeure sur place, avec son collègue, et reçoit une lettre du Comité de salut public, datée du 3 juin, les invitant à poursuivre leur mission. Ils ne l'achèvent que le 31 juillet, selon Jean-Pierre Gross,.
Le 8 octobre 1793, il est chargé par décret de mener la levée extraordinaire de chevaux dans cinq départements, la Vienne, le Maine-et-Loire, l'Indre-et-Loire, le Loir-et-Cher et la Sarthe. Le 19 octobre, un décret étend ses pouvoirs à l'épuration des autorités en Loir-et-Cher et Indre-et-Loire. Au cours de sa mission, il séjourne successivement à Blois le 14 octobre (deux jours après reçu les sommes nécessaires à sa mission  du Comité des inspecteurs de la salle), à Tours le 17 à Angers le 20, au Mans le 21, à Poitiers le 26, avant de se fixer à Tours.
À Blois, il épure la municipalité de cette ville et y lève une taxe extraordinaire sur les maisons riches. À Tours, à la suite d'agitations dans la salle de spectacle, le 23 et le 24 brumaire an II (13 et 14 novembre 1793), où l'on entend les cris : « À bas le bonnet rouge ! », il prend le 26 un arrêté créant une commission militaire, installée le lendemain au Palais-Neuf, rue de la Loi, par le conseil général de la commune — cette commission condamne à mort onze personnes entre le 24 novembre 1793 et le 23 mars 1794, dont trois « brigands de la Vendée »,.
Le 14 brumaire (4 novembre), il destitue le comité de surveillance révolutionnaire de Tours établi le 18 octobre par Choudieu et Richard et présidé par Gabriel Jérôme Sénar. Cette dernière décision lui vaut des critiques de plusieurs de ses collègues, qui l'accusent d'être un jouet entre les mains des autorités considérées comme modérées de Tours. Aussi se voit-il retirer, sur le rapport de Barère, l'organisation du gouvernement révolutionnaire dans le département au profit de Francastel. Rappelé par deux décrets, le 25 et le 27 brumaire an II (15 et 17 novembre 1793), il n'en est pas moins prolongé dans sa mission par une circulaire du Comité de salut public du 7 frimaire an II (27 novembre 1793), si elle n'est pas achevée, jusqu'au 20 frimaire (10 décembre),,.
Nommé par décret du 16 frimaire (6 décembre) à l'armée des côtes de Cherbourg pour organiser la cavalerie, il n'en reste pas moins à Tours. Ce n'est que le 17 pluviôse (5 février 1794) qu'il annonce son départ pour l'armée, après avoir indiqué, le 6 pluviôse (25 janvier), qu'il n'avait toujours reçu le décret. Rappelé par deux lettres du Comité de salut public du 10 et du 14 messidor an II (28 juin et 2 juillet 1794), il voit sa mission prolongée et étendue au district de Louviers par une lettre du même Comité du 21 messidor (9 juillet). Après le 9-Thermidor, il fait partie de la trentaine de représentants en mission rappelés par le décret non-nominatif du 26 thermidor (13 août) ; il est de retour dans la capitale au plus tard le 25 fructidor (11 septembre).
Le 22 octobre 1794, il est élu secrétaire de la Convention.
Le 4 brumaire an IV (26 octobre 1795), il passe au Conseil des Cinq-Cents conformément au décret des deux tiers, avant d'être élu député de la Charente le 25 germinal an VI (14 avril 1798) avec 150 voix sur 175 votants.
Favorable au coup d'État du 18 brumaire, il est nommé premier juge du tribunal civil d'Angoulême le 11 prairial an VIII (31 mai 1800).

## Sources
- Adolphe Robert, Gaston Cougny, Dictionnaire des parlementaires français de 1789 à 1889, Paris, Edgar Bourloton, 1889-1891, tome 3, p. 286.